# باربت شرودر
باربت شرودر (فرانسوی: Barbet Schroeder‎) (زاده ۲۶ اوت ۱۹۴۱) کارگردان سینما است که کارش را در دهه ۶۰ میلادی در فرانسه آغاز کرد. او معمولاً با کارگردانانی همچون ژان لوک گدار و ژاک ریوت همکاری می‌کرد.

## زندگی‌نامه
شرودر در کشور ایران و در شهر تهران متولد شد. او فرزند اورسولا پزشک متولد آلمان و ژان ویلیام شرودر زمین‌شناس سوئیسی است.